# (21448) Galindo
(21448) Galindo (1998 HE21) – planetoida z pasa głównego asteroid okrążająca Słońce w ciągu 3,48 lat w średniej odległości 2,3 j.a. Odkryta 20 kwietnia 1998 roku.